# 金の斧

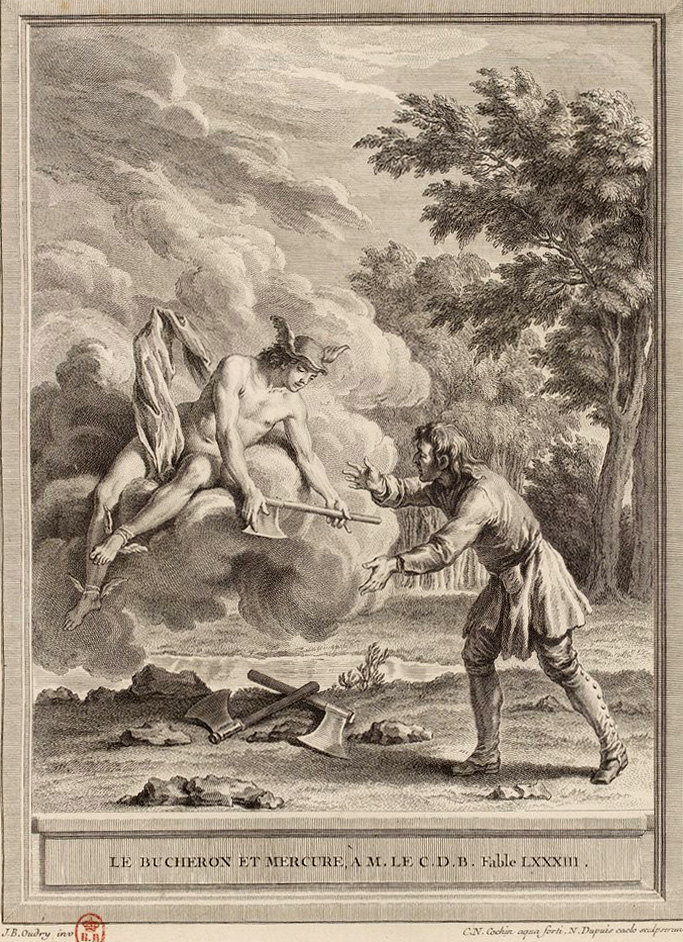
ラ・フォンテーヌの寓話のジャン＝バティスト・ウードリーによる挿絵

「金の斧」（きんのおの）あるいは「ヘルメースときこり」は、イソップ寓話のひとつ。ペリー・インデックス173番。正直であることが最善の策であるという教訓の物語である。同様の話は世界各地に広がっている（AT分類729「水に落ちた斧」）。

## あらすじ
正直者のきこりがうっかり斧を川に落としてしまい嘆いていると、女神が現れて川に潜り、金の斧を拾ってきて、きこりが落としたのはこの金の斧かと尋ねた。きこりが正直に違うと答えると、女神は次に銀の斧を拾ってきたが、きこりはそれも正直に違うと答えた。最後に本人の斧を拾ってくると、きこりはそれが自分の斧だと答えた。女神はきこりの正直さに感心して、きこりに斧を返すと金の斧と銀の斧も与えた。
それを知った欲張りで嘘つきのきこりは斧をわざと川に落とした。女神が金の斧を拾って同じように尋ねると、そのきこりはそれが自分の斧だと嘘を答えた。しかし女神は嘘をついたきこりには斧を返さず姿を消した。きこりは金の斧を手に入れるどころか自分の斧を失うことになった。

## 類話
ラ・フォンテーヌの寓話詩では第5巻第1話「きこりとメルキュール」 (fr:Le Bûcheron et Mercure) として収録されている。この版では正直なきこりの噂を聞きつけた多数のきこりたちが金の斧を望み、メルキュールは斧のかわりに彼らの頭を殴る。
中務哲郎によると、水に落ちた斧の話は同種の民話が世界中に広がっており、日本の金の斧の話については民話の広がりが日本に及んだものか、それともイソップ寓話が昔話化したものかは判定できないという。
日本では当初ヘルメース神を水神と訳したためか、これを女神とすることが児童書などで一般的となっている。
明治時代の訳では渡部温『通俗伊蘇普物語』の「樵夫と山霊の話」や佐藤潔『正訳伊蘇普物語』の「水神と樵夫」では性別が明らかでないが、上田万年『新訳伊蘇普物語』の「水神と樵夫」では挿絵が女性になっており、巌谷小波『イソップお伽噺』の「鉄の斧と金の斧」でははっきり「女神」としている。